# Aeroportul Internațional Taiwan Taoyuan

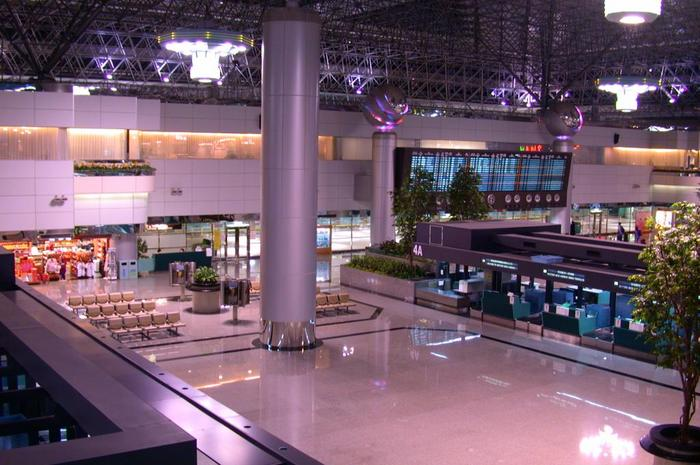
Interiorul Aeroportului Taiwan Taoyuan

Aeroportul Internațional Taiwan Taoyuan (台灣桃園國際機場 în chineza tradițională, Táiwān Táoyuán Gúojì Jīchǎng în hanyu pinyin) este cel mai mare aeroport din Taiwan, situat în județul Taoyuan. Codul IATA este TPE și codul ICAO este RCTP, iar aeroportul era cunoscut sub numele de Aeroportul Internațional Chiang Kai-Shek până în 2006. Este aeroportul principal al liniilor aeriene China Airlines și EVA Air.
Taiwan Taoyuan este situat în nordul insulei Taiwan, în apropiere de capitala Taipei. Celălalt aeroport care servește Taipeiul este Aeroportul Songshan, care este situat în oraș și este folosit doar pentru zboruri interne.